# Pierre Auzone Chancel
Pierre Auzone Chancel est un homme politique français né le 13 mars 1756 à Angoulême (Charente) et mort le 5 avril 1849 au même lieu.

## Biographie
Avocat à Angoulême, il est député de la Charente de 1802 à 1815. Il est conseiller municipal et président du conseil général de la Charente en 1815. Il est ensuite conseiller à la cour d'appel de Bordeaux en 1816.

## Sources
- « Pierre Auzone Chancel », dans Adolphe Robert et Gaston Cougny, Dictionnaire des parlementaires français, Edgar Bourloton, 1889-1891 [détail de l’édition]